# Baptiste Hurni

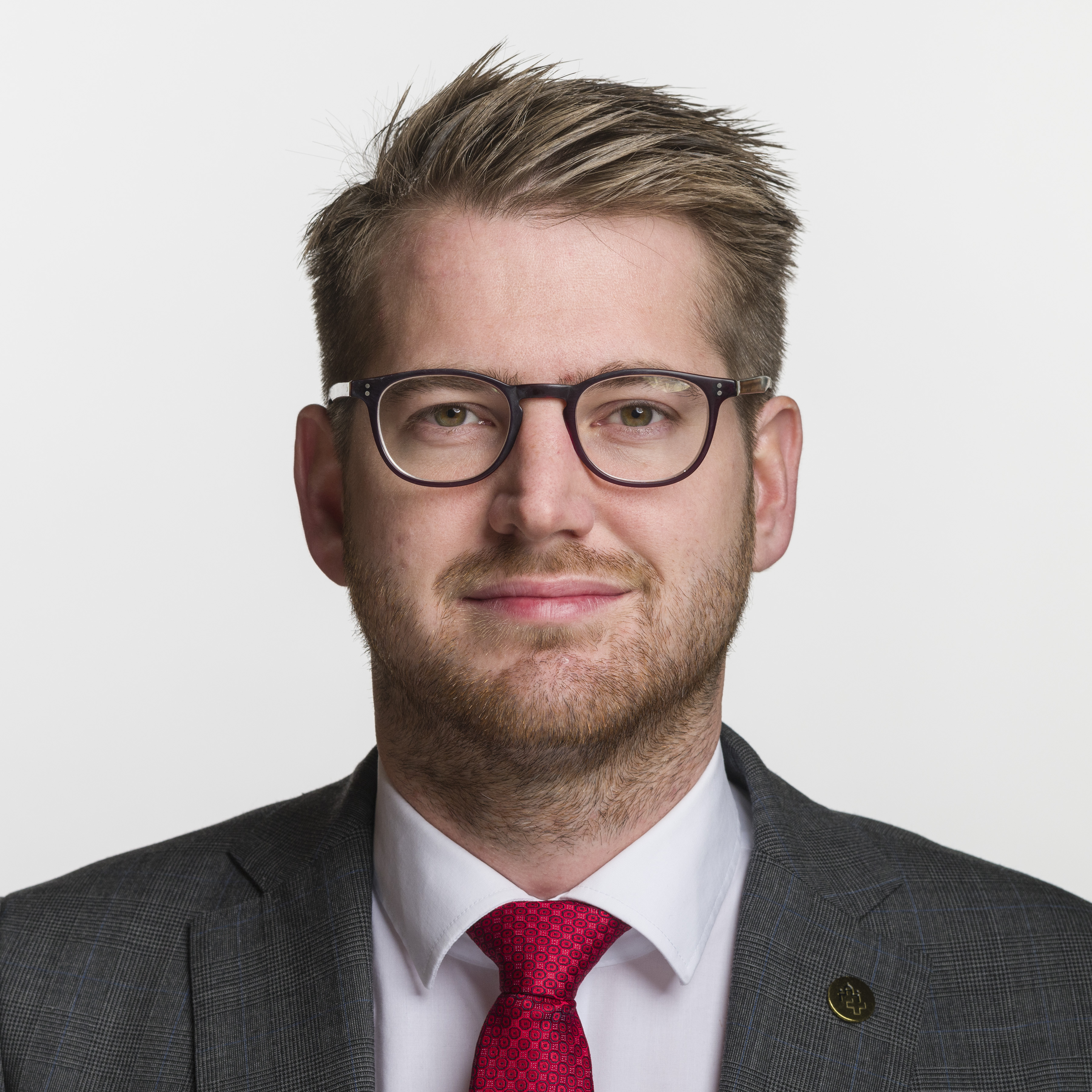
Baptiste Hurni (2019)

Baptiste Hurni (* 4. April 1986 in Neuenburg) ist ein Schweizer Politiker (SP) und Rechtsanwalt.

## Ausbildung und Beruf
Aus einer Lehrerfamilie stammend, erlangte Hurni zuerst einen Master in Geschichte und französischer Literatur und studierte danach Recht an der Universität Neuenburg. Nach dem Bachelorabschluss entschied er sich für einen Doppelmaster an zwei Hochschulen, an der Universität Neuenburg und am King’s College London. 2016 wurde er als Rechtsanwalt brevetiert und arbeitet seit 2019 bei den Rechtsanwälten Javet Schwarb Mauri. Bei der regionalen Schlichtungsstelle für Mietfragen vertritt er die Seite der Mieterschaft.

## Politik
Nach einem Engagement im Jugendparlament wurde Baptiste Hurni bereits als 18-Jähriger 2004 in den Gemeinderat (Exekutive) von Noiraigue gewählt, wo er bis 2008 tätig war. Gemeinsam mit anderen erreichte er dort die Fusion mehrerer Kommunen zur Gemeinde Val-de-Travers. Von 2007 bis 2019 war Hurni Mitglied des Kantonsparlaments und seit 2016 des Stadtparlaments von Neuenburg. Von 2010 bis 2013 präsidierte er die Sozialdemokratische Partei des Kantons.
Bei den Schweizer Parlamentswahlen 2019 wurde Hurni im Alter von 33 Jahren in den Nationalrat gewählt. Dort ist er Mitglied der Kommission für Rechtsfragen und der Legislaturplanungskommission 2019–2023 (Stand April 2022). Zuvor konnte er Erfahrungen in Bundesbern sammeln als persönlicher Mitarbeiter seines Parteikollegen und Neuenburger Nationalrates Jacques-André Maire.
Baptiste Hurni präsidiert verschiedene Verbände, darunter (Stand April 2022) das Rote Kreuz des Kantons Neuenburg und die Fondation romande pour la chanson et les musiques Actuelles, beim Dachverband Schweizerischer Patientenstellen wirkt er als Vizepräsident.
In den Parlamentswahlen 2023 wurde Hurni in den Ständerat gewählt, damit hat die FDP ihren Neuenburger Sitz verloren.